# 57 Pułk Piechoty (austro-węgierski)

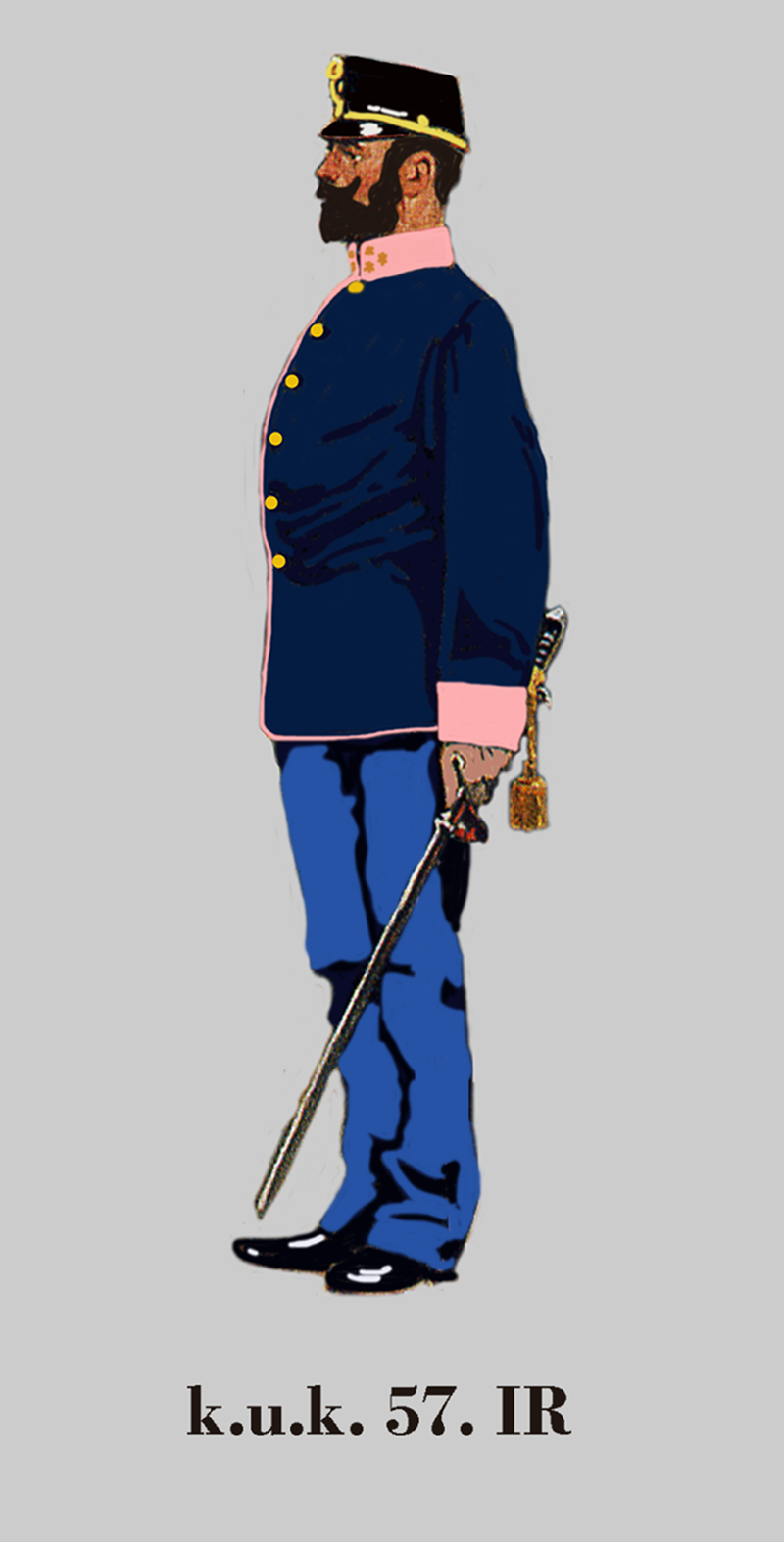
Kapitan IR. 57 w mundurze służbowym

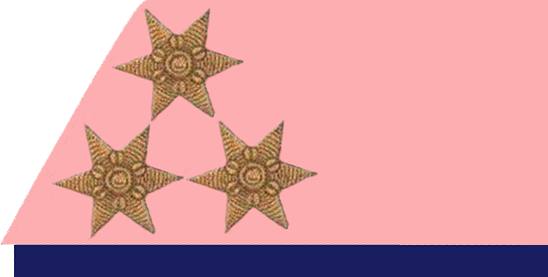
Oznaka stopnia kapitana IR. 57

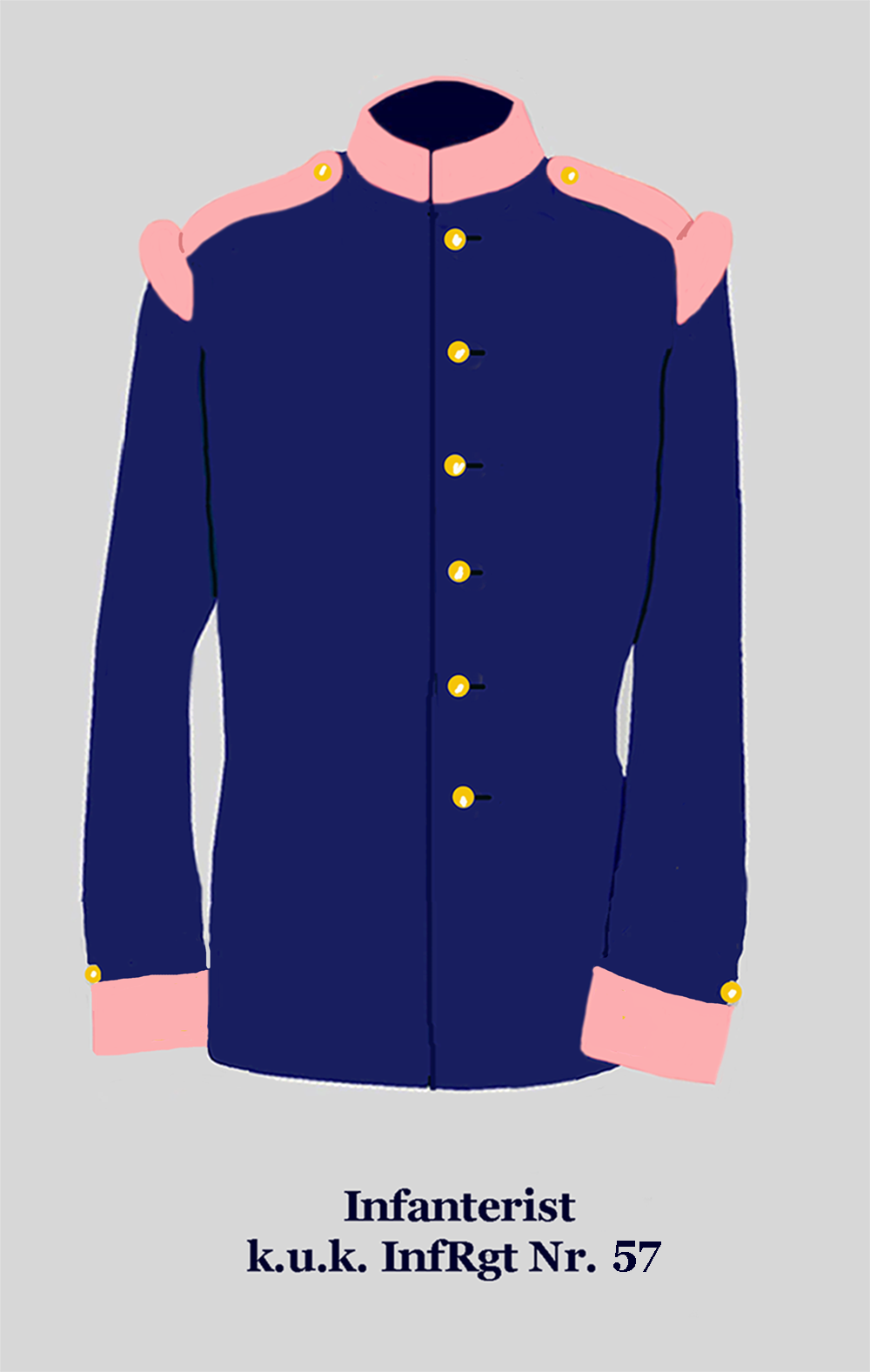
Żołnierz IR. 57

Galicyjski Pułk Piechoty Nr 57 (IR. 57) – pułk piechoty cesarskiej i królewskiej Armii. 

## Historia pułku
Pułk został utworzony w 1689 roku.
Swoje święto pułk obchodził 27 czerwca w rocznicę bitwy pod Oświęcimiem stoczonej w 1866 roku.
Okręg uzupełnień nr 57 Tarnów na terytorium 1 Korpusu.
Kolory pułkowe: bladoczerwony (blassrot), guziki złote. 
Skład narodowościowy w 1914 roku 91% – Polacy.
W 1873 roku komenda pułku mieściła się w Wiedniu, natomiast batalion zapasowy oraz batalion uzupełnień w Tarnowie. 
W latach 1900–1914 sztab pułku razem z 3. i 4. batalionem stacjonował w Tarnowie, 1. batalion w Bochni, natomiast 2. batalion w 1908 roku został detaszowany z Tarnowa do Travnika, a następnie do Zenicy w Bośni.
W 1914 roku pułk wchodził w skład 24 Brygady Piechoty należącej do 12 Dywizji Piechoty.
W czasie I wojny światowej żołnierze pułku brali udział w walkach z Rosjanami w Galicji na przełomie 1914 i 1915 roku. W listopadzie 1914 roku, w czasie jesiennej ofensywy austro-węgierskiej na Królestwo Kongresowe, pułk brał udział w walkach w okolicach Nowej Słupi. Żołnierze pułku są pochowani m.in. na cmentarzach wojennych nr: 314 w Bochni, 315 w Krzeczowie, 74 w Szymbarku oraz na cmentarzu katolickim w Nowej Słupi.

## Szefowie pułku
Kolejnymi szefami pułku byli:
- FML Albrecht III von Sachsen-Coburg (1689 – †6 VIII 1699),
- FML Aleksander Feliks Jabłonowski (1853–1857),
- Fryderyk Franciszek II, wielki książę Meklemburgii i Schwerinu (1857–1883),
- książęta Saksonii-Coburg-Saalfeld (1888–1918). Od 1902 roku szefem pułku był tytularny generał kawalerii Ferdynand Filip Maria August Rafael książę Sachsen-Coburg und Gotha.

W latach 1857–1873 drugim szefem pułku był FML Ferdynand Aleksander von Simbschen.

## Żołnierze
Komendanci pułku
- płk Wilhelm Ritter von Görtz (1873)
- płk Heinrich Watzka (1903)
- płk Hugo Ubaldini (1904–1905)
- płk Josef Ritter von Gutter (1906–1908)
- płk Emil Gołogórski (1909–1911)
- płk Josef Dostal (1912–1914[1])
- płk Juliusz Bijak (1 III – 15 IX 1914)

Oficerowie i podoficerowie
- płk Ferdynand Küttner (1912–1918)
- płk Iwan Maksymowycz
- kpt. aud. Ludwik Izierski (do 1913)
- kpt. Bolesław Menderer
- kpt. Ludwik Eugeniusz Stankiewicz
- Egon Busek
- por. Tytus Obłaza[4]
- por. Jan Palewicz[4]
- por. Wilhelm Popelka
- por. rez. Stanisław Hojnowski[5]
- por. rez. Bronisław Kuśnierz
- por. rez. Jan Matuszek
- por. rez. Feliks Ruczka
- por. rez. Benedykt Serafin
- por. rez. Antoni Stawarz
- por. rez. Ignacy Żabnieński
- ppor. Ludwik Dujanowicz
- ppor. rez. Tadeusz Klimecki
- ppor. rez. Norbert Wieliczker
- ppor. rez. Tadeusz Wrześniowski
- ppor. rez. Stanisław Ziołowski
- kad. rez. Józef Zachara